# 아니

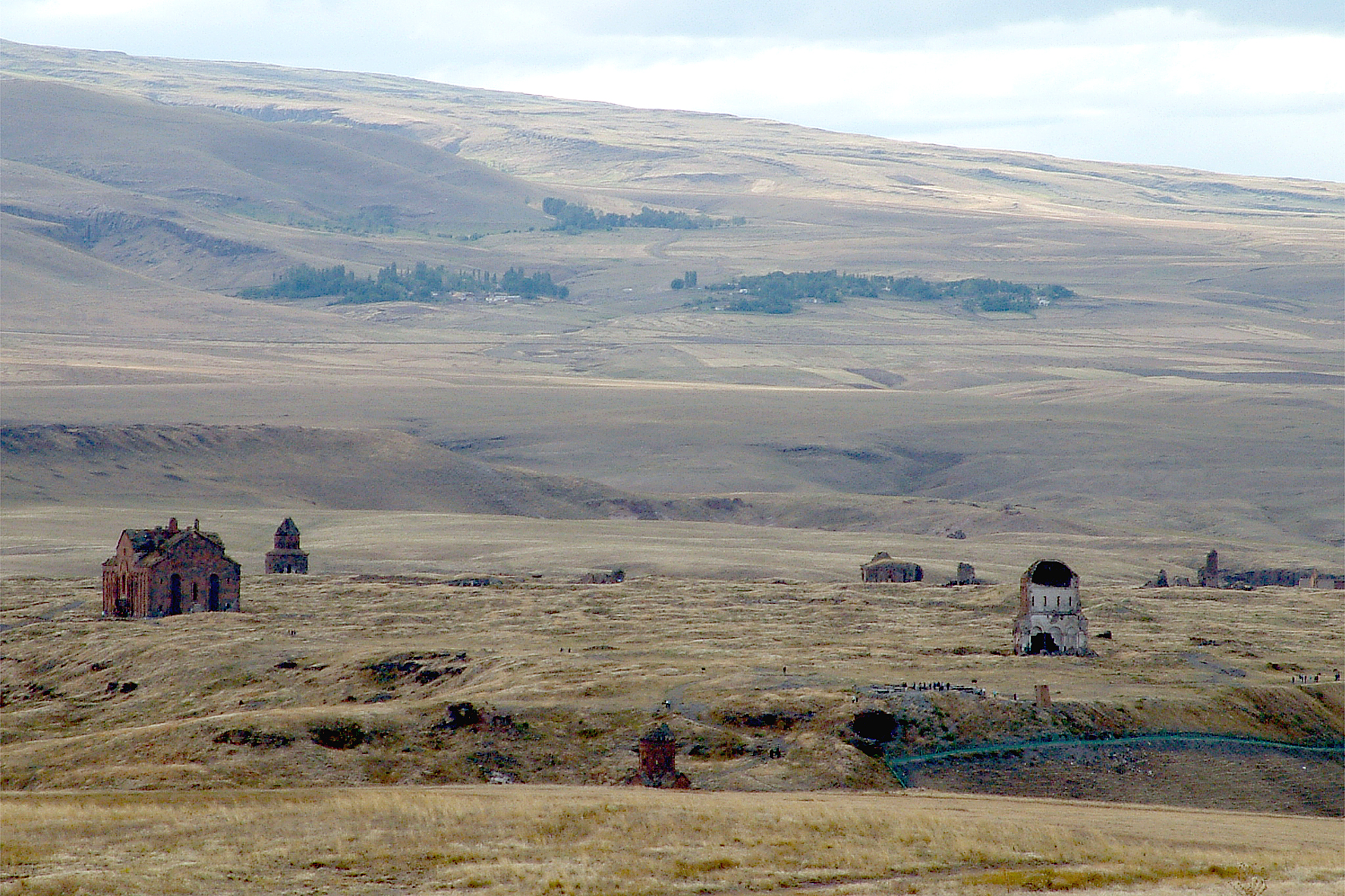
아니

아니(아르메니아어: Անի, 튀르키예어: Ani)는 현재의 튀르키예 카르스 주에 위치한 중세 도시이다. 아르메니아인들이 건설하했으며, 바그라투니 왕국의 수도였다. 아니 대성당을 포함한 종교 건축물 유적이 남아있다.

## 같이 보기
- 튀르키예의 세계유산